# Blues at the Hotel Splendide
Blues at the Hotel Splendide, pubblicato nel 1997 dalla Voiceprint Records, è un album accreditato a Tom Newman, anche se in origine doveva figurare come un progetto di un supergruppo composto dai musicisti Delta McCloud, Nick Reynolds, Mel Collins, Jules Ruben, Lovlok D'out, John Ayton, Nell Cronin e lo stesso Newman.
A dispetto del titolo non si tratta di un album live, le sessioni di registrazioni si svolsero in almeno tre periodi diversi, tra il 1978 ed il 1984; alcuni brani richiamano sonorità similari a quelle contenute in "Live at the Argonaut", in altri i suoni riportando direttamente a "Bayou Moon". Tuttavia la virata stilistica in questo caso è quasi totalmente verso il blues americano, con qualche licenza country, free jazz e rock and roll.
Il missaggio del materiale in questione e la post-produzione venne curata nel 1997 dallo stesso Tom Newman per l'etichetta inglese Voiceprint Records.
È presente unicamente una canzone firmata da Newman, "Ma Song", per il resto sono prettamente cover di classici come "Down Home Girl" di Jerry Leiber e Artie Butler, "That's Alright Mama" di Arthur "Big Boy" Crudup, "Who's Bin Talkin" di Chester Burnett, "Goin' Down Slow" di St. Louis Jimmy Oden, "Parchman Farm" di Mose Allison e molti altri pezzi blues tratti dal più classico "repertorio bianco e nero".

## Formazione
- Tom Newman : Chitarra, percussioni, armonica a bocca
- Delta McCloud : Chitarra
- Nick Reynolds : Batteria, Percussioni
- Mel Collins : Sax, fiati
- Jules Ruben : Pianoforte, tastiera
- Lovlok D'out : Basso, chitarra
- John Ayton : Fisarmonica
- Nell Cronin : Canto

## Tracce
1. Jules Blues – 1:00
2. Goin' down slow – 6:13
3. Don't get around much anymore – 4:00
4. That's alright mama – 2:34
5. Parchman farm – 3:21
6. Who's bin talkin – 3:39
7. Cop's 'n Robbers – 3:16
8. Zip-a-Dee-Doo-Da – 1:37
9. Nowhere to go – 3:16
10. Love is strange – 5:19
11. Ma Song – 3:10
12. Down home girl – 3:51
13. Cornbread peas 'n black molasses – 1:15

## Uscita Discografica in CD
- Voiceprint Records (1997) codice VP195CD (fabbricato in Austria per mercato inglese ed europeo)